# Tweede Kamerverkiezingen 1994/Kandidatenlijst/GPV
Dit is de kandidatenlijst voor de Tweede Kamerverkiezingen 1994 van het GPV. De partij had een lijstverbinding met de SGP en de RPF.

## De lijst
- vet: verkozen
- schuin: voorkeurdrempel overschreden

1. Gert Schutte - 112.431 stemmen
2. Eimert van Middelkoop - 1.483
3. Martin van Haeften - 619
4. Leo Bezemer - 319
5. Mieke Wilcke-van der Linden - 1.749
6. Janco Cnossen - 187
7. Hans Blokland - 206
8. Marjan Haak-Griffioen - 222
9. Joop Alssema - 117
10. Theo Haasdijk - 62
11. Bert Groen - 124
12. Jurjen de Vries - 104
13. Annelies van der Kolk - 104
14. Tjisse Stelpstra - 49
15. Jan Lagendijk - 95
16. Leen Hordijk - 43
17. Jan Geersing - 100
18. P. Dijkstra - 135
19. Remmelt de Boer - 63
20. Melis van de Groep - 105
21. J.M.A. Boerma-Buurman - 80
22. Aaike Kamsteeg - 132
23. Joke Parre-Hartog - 73
24. J.J. Bos - 35
25. A. van Herwijnen - 56
26. P. Jonkman - 33
27. J. Bezemer - 49
28. S. de Vries - 82
29. Th. van den Belt - 53
30. J. Oldenburger - 198

CDA · PvdA · VVD · D66 · GroenLinks · SGP · GPV · RPF · Centrumdemocraten · De Nieuwe Partij · PSP'92 · SP · SAP · Natuurwetpartij · PMR · Unie 55+ · SBP · AOV · CP'86 · Libertarische Partij · De Groenen · Vrije Indische Partij · NCPN · ADP · Solidair '93 · Patriottisch Democratisch Appèl
1952 · 1956 · 1959 · 1963 · 1967 · 1971 · 1972 · 1977 · 1981 · 1982 · 1986 · 1989 · 1994 · 1998